# Kampung Bilah
Kampung Bilah is een bestuurslaag in het regentschap Labuhan Batu van de provincie Noord-Sumatra, Indonesië. Kampung Bilah telt 2602 inwoners (volkstelling 2010).